# 厦门站
厦门站位于中国大陸福建省厦门市思明区梧村，是鹰厦铁路的终点站，于1957年启用。厦门站目前为南昌局集团管辖的客货运一等站，日均始发及終到各类旅客列车共近50對，并下辖厦门北站。

## 车站历史
鹰厦铁路厦门站由铁道部西南设计分局设计，1954年9月开工，由铁道兵8507部队及当地民工负责施工。1956年12月19日，随着厦门火车站的建成，鹰厦铁路全线完工。1957年1月6日，一列货车从上海抵达厦门，这是进入厦门火车站的首列火车。同年4月12日，第一列客车进入厦门站，标志着正式开办客货运业务，为三等客货运综合站。当时的厦门火车站占地800平方米，站房为木质结构，站场设有到发线4股、码头线2股、调车线1股。1960年代车站到发线由450米延长至550米并新建货物线1股，但由于车站所在地区经常受到金门的国军炮弹袭击而难以扩建:235。
随着鹰厦铁路运量的增加，原先的厦门站已不敷应用。1979年9月，厦门火车站扩建计划得到铁道部批准，并于次年5月动工。当初批准的站房面积为4,000平方米，厦门政府以“厦门是经济特区”为由经过6次与铁道部相关领导交涉后，1983年5月1日新站房建成后面积较最初方案增加4,000多平方米。新建的客运站站房为四层建筑，建筑面积8,575平方米，包含两个1,140平方米候车大厅、售票厅700平方米、行包房60平方米以及贵宾候车室，并设有2座旅客站台。1988年车站站场扩建，总股道数量增至16条，其中到发线5条:235。
1993年12月，厦门火车站实现电气化。1995年车站股道增至18条:236。1999年9月10日起成为客运一等站。
2004年5月9日，厦门站所属的上海铁路局福州铁路分局合并至南昌铁路局，车站遂成为南昌铁路局管辖的直属车站。
2003年年中，包括厦门市交通委在内的厦门当地政府部门规划于2004年开行由前场经鹰厦线经过本站，再经过码头线延伸段前往和平码头的市郊列车，中途停靠思明南路站、植物园站、万寿山站、莲前西路站、仙岳路站、湖里大道站、机场路站、厦门北站、集美站、杏林北路站（内茂）、杏林站、锦园站等14个站点，收费2—2.5元人民币。但2005年组织的评审该方案专家组以厦门出岛铁路尚为单线，运力有限为由，建议将市郊铁路推迟至2008年福厦铁路开通、厦门岛内铁路复线化后再开行。
2009年厦门站至杏林站路段开始复线化改造，同时老线进行换轨工程以和新建福厦铁路接轨。2010年4月26日福厦铁路正式通车，由于当时厦门北站并未完全完工，厦门站开行始发前往福州站方向的动车组列车。同年10月，当地政府计划建设厦门铁路文化公园。该计划利用于1950年建设、1980年代废弃、连接厦门站和和平码头路段的鹰厦铁路延伸段路轨，将其改造为公园。公园最终于2011年8月1日建成并对外开放。
2012年4月，厦门火车站改扩建工程开工，包括重建站房和扩建站场，以及新建设站房和铁路股道下5条下穿通道（站垂1路－4路和金榜路）以联系南北广场以及周边交通，工程设计概算总额达11.96亿元。2013年厦深铁路通车后，厦门站于2014年3月1日起停办客运业务，普速列车移至厦门高崎站始发，动车组列车则改至厦门北站始发。厦门站南站房、南广场于2015年2月4日投入使用，部分列车恢复至厦门站始发。北站房于2016年1月24日启用。
2019年7月10日起，配合厦门客车整备所整体搬迁至厦门北站，厦门站始发终到的普速列车均改在厦门北站始发终到，厦门站成为仅开行动车组列车的车站。

## 车站结构

### 站房
厦门站目前使用的主站房于2015年投入使用，总建筑面积2.76万平方米。车站站房上跨股道，站房穹顶式的建筑结构，通过与站台区的雨棚相结合，外观如同大鹏展翅。厦门站南北站房均可售取票、进站乘车。其中南站房售票处设有8个售票窗口、5台自动售票机和7台自动取票机；北站房售票处则设有8个人工窗口和9台自助设备。高架候车室横跨整个站场，面积7,449平方米，内设有1,400个座位，最高聚集人数为4,000人以上。候车室东西两侧共设有8个检票口，每个检票口设有4座闸机和1个人工口。地下出站通道天花板设有海岸装饰，出站口处亦设有19台自助机。
- 南售票处
- 南进站口
- 高架候车室内部
- 出站地道

### 站场

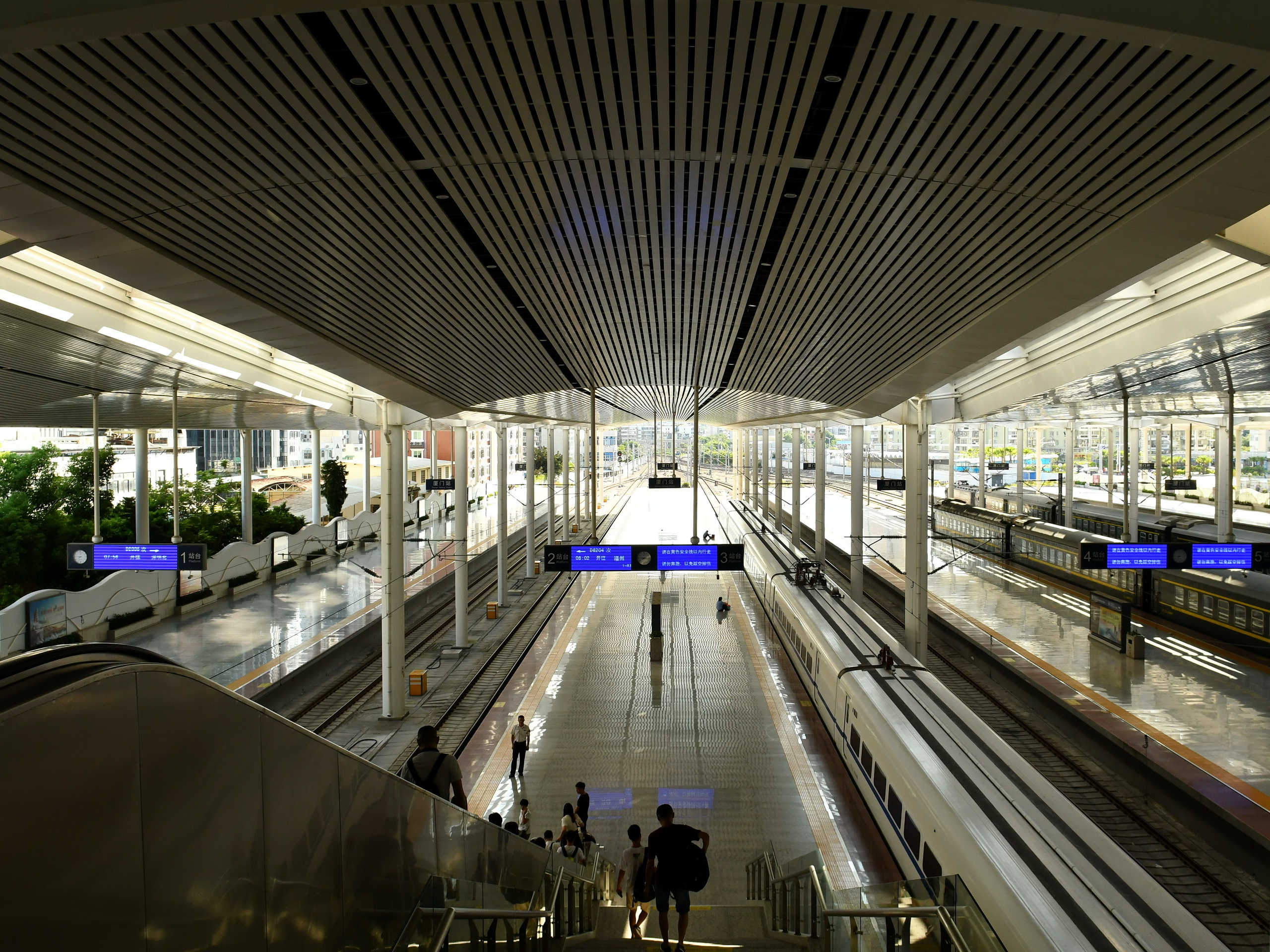
站场俯瞰

厦门站站场规模5台9线，由无柱雨棚覆盖。车站站场连接福州机务段厦门折返段及福州车辆段厦门客技站。

## 旅客列车目的地
厦门站为尽头站，所以其全部旅客列车均是始发动车组列车，其始发列车分布全国各个方向，并以福州、龙岩最多。厦门站于2018年9月23日开行始发前往香港西九龙站的跨境列车，成为广深港高铁香港段首批直通内地的44个城市之一。
厦门站图定始发列车见下表：
| 列车所属路局 | 目的地 |
| ------------ | --- |
| 北京局集团   | 深圳北 |
| 广州局集团   | 广州东、深圳北、梅州西、香港西九龙 |
| 济南局集团   | 青岛 |
| 南昌局集团   | 长沙南、重庆北、福州、福鼎、赣州、杭州东、昆明南、龙岩、南昌、南昌西、南京南、南平市、上海虹桥、深圳北、武汉、厦门（经由杭深线、龙厦铁路、南龙铁路、合福高铁、杭深线运行的环状列车）、香港西九龙、诏安 |
| 上海局集团   | 深圳北 |

## 接驳交通

### 地铁
厦门地铁3号线厦门火车站開通營運於2021年6月25日。

### 厦门BRT
厦门BRT在厦门站北广场侧设有火车站站，有厦门快速公交一号线、厦门快速公交二号线、厦门快速公交三号线、厦门快速公交七号线、厦门快速公交八号线五条线路前往第一码头站、厦门北站、同安枢纽站、前埔枢纽站、洪文站、高崎机场站。
- 地铁站入口
- 厦门快速公交一号线公车站
- 廈門快速公交火車站南站廳

## 下辖车站
厦门站是南昌局集团的直属车站，下辖车站有：
- 厦门北站：位于厦门市集美区后溪镇[29]，目前该站日接发列车110对，其中有3班进京列车、12班进沪列车。